# Коногов, Василий Моисеевич
Василий Моисеевич Коногов (1889 или 1892 — 23 января 1938) — кооператор, эсер, член Всероссийского учредительного собрания.

## Биография
Родился в крестьянской семье в селе Долгоруково Нижне-Ломовского уезда, Пензенской губернии.
Выпускник реального училища. Один год успел[когда?] проучиться  в Иркутском университете. С 1907 года член партии эсеров. В Первую русскую революцию один из организаторов крестьянских выступлений в уездах Пензенской губернии. В 1909 году сослан в Восточную Сибирь. С 1912 в ссылке в Туруханске.
Находясь в ссылке в Канском уезде, вошёл в правление Енисейского кооперативного Союза. В 1916 году состоял инструктором при «Союзе потребительских кооперативов Енисейской губернии». По словам жандармского полковника П. П. Заварзина, Коногов вместе с Нилом Фоминым, Иваном Лукомским и Рубастовым, разъезжая по губернии, организовывал кооперативные товарищества, "настойчиво внедрял убеждение в необходимости стремлений к объединению, так как «единение – сила»".
В 1917 году избран председателем Пензенского губернского комитета партии эсеров. В 1917-1918 годы стал гласным Пензенской думы и Пензенского губернского земства, членом Совета рабочих и солдатских депутатов Пензы. 26 ноября - 10 декабря 1917  делегат 2-го Всероссийского съезда крестьянских депутатов.
30 ноября 1917 года были подведены итоги выборов во Всероссийское учредительное собрание в Пензенском избирательном округе. Все 9 мест заняли кандидаты по списку № 4 (эсеры), в том числе и Коногов. Участвовал в заседании Учредительного собрания 5 января 1918 года. Член фракции ПСР и иногородней комиссии Учредительного собрания.
В мае 1918 делегат VIII Совета партии эсеров. В 1919 году член Всесибирского краевого комитета партии социалистов-революционеров и Политцентра. В Политцентре вместе с эсером А. А. Иваницким-Василенко представлял Крестьянский союз, по другим сведениям они были введены в Политцентр от ЦК «Объединений трудового крестьянства Сибири». Иван Ахматов в своих показаниях по делу Колчака подчеркивал важную роль Коногова в подготовке Иркутского восстания. 25 декабря штаб восстания во главе с В. В. Соколовым (Максимовым) был арестован колчаковцами. Поэтому при выступлении роль штаба выполняли И. П. Кашин, Виктор Шихов, Ф. Ф. Федорович и В.М. Коногов. В ночь с 27 на 28-е декабря в результате непрерывной агитации В. М. Коноговым, И. П. Кашиным, Виктором Шиховым и И. И. Ахматовым сохранявшие нейтралитет воинские части в Знаменском предместье поддержали  восстание.
Утром 27 декабря 1919 г. член Политцентра В.М. Коногов сообщил командующему Народно-революционной армией Н. С. Калашникову: «По постановлению Политцентра сообщаем: к 3 часам дня назначено совместное заседание Совета министров с губернской земской управой на предмет передачи власти через земство Политцентру".
7 января 1920 года Политцентр  принял решение о продолжении переговоров с представителями большевиков об образовании буферного государства в Прибайкалье и о прекращении продвижения Рабоче-крестьянской Красной Армии в этот регион. Для этого сформирована специальная комиссия по переговорам в составе И. И. Ахматова, Е. Е. Колосова и В. М. Коногова. 10—11 января 1920 по инициативе Политцентра проведены выборы представителей во Временный Совет Сибирского народного управления,  наряду с другими в него вошел и В. М. Коногов. 11 января 1920 год Коногов и другие члены Политсовета выехали на запад для информации командования Красной Армии о событиях в Восточной Сибири и заключения соглашения с советскими властями о прекращении гражданской войны. 14 января Коногов вместе с Ахматовым и Коркиным направили такую телеграмму:

Поезд Колчака под чешской охраной следует в Иркутск. Главнокомандующий [Народно-Революционной армии] отдал приказ-распоряжение не препятствовать его продвижению. Настаиваем на срочном изменении этого решения. Политически целесообразнее задержать эшелон западнее (г. Иркутска) и повторить категорическое требование о сдаче его Политическому центру.

Ахматов, Коногов, Коркин.
19-20 января 1920 года в Томске вел переговоры с представителем большевиков И. Н. Смирновым о создании ДВР.
В марте 1920 г. как представитель мирной делегации Политцентра прибыл в Москву и в присутствии  В. М. Чернова и Ю. О. Мартова отчитался о действиях сибирских организаций на совместном заседании ЦК Партии социалистов-революционеров и меньшевиков.
Член Дальбюро ПСР. Представлял партию социалистов-революционеров в Учредительном собрании Дальневосточной республики. Член Народного собрания ДВР 1-го созыва (1920). 26 августа 1921 года начала работу мирная Дайрэнская конференция. Переговоры первоначально вёл зам министра иностранных дел ДВР И. Л. Юрин. Причем 12 июля 1921 года Дальбюро ЦК постановило: «Поручить т. Юрину, ведение переговоров в духе указаний ЦЕКА и Наркоминдела». Юрин постоянно ссылался на мнение Чичерина. 29 августа 1921 года на межпартийном совещании в Чите представитель ПСР в Учредительном собрании ДВР В.М. Коногов и представитель РСДРП И. И. Ахматов заявили о необходимости аннулировать полномочия делегации ДВР в Дайрене, выработать в Совмине наказ делегации и включить в её состав 2-х представителей от эсеров и меньшевиков.
5 августа 1922 сообщалось, что В. М. Коногов по Нерчинскому району Забайкальской области  избран по списку № 4 (трудовое крестьянство и эсеры) в Народное собрание Дальневосточной республики второго созыва. В это время он жил в Чите, столице Дальневосточной республики. В Народное собрание ДВР из 124 депутатов было избрано 85 коммунистов и только 18 эсеров, среди них Коногов. Хотя выборы прошли 25-27 июня, официальные итоги были объявлены только через 2 месяца 26 августа. Начало собрания многократно откладывалось сначала на 1 ноября, потом на 10-е и наконец на 13-е ноября 1922 года. Связано это было с "фильтрацией" депутатского состава. Из 124 избранных депутатов для участия в первой сессии зарегистрировались лишь 94.

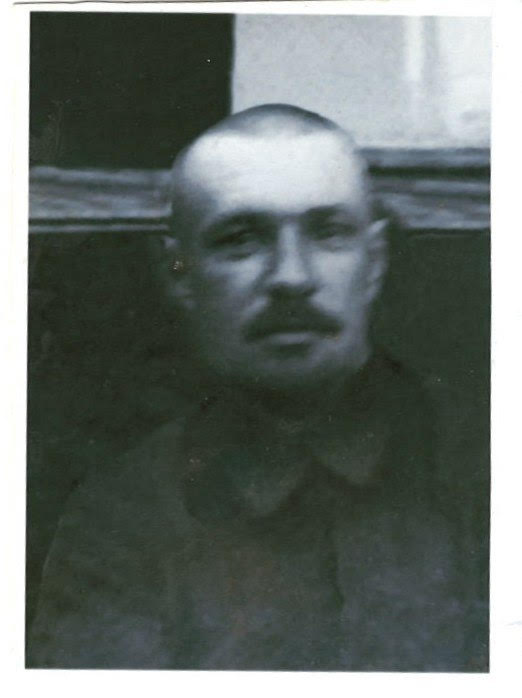
Василий Коногов на Соловках.

"Отфильтрованным" оказался и В. М. Коногов. 21 октября 1922 года его арестовали в Верхнеудинске. Выслан в Новониколаевск вместе с А. М. Флегонтовым и А. Н. Добромысловым. Он проходил по "Делу Дальневосточной организации ПСР". 5 января 1923 осужден на 3 года лагерей. 21 февраля того года прибыл этапом в Пертоминский лагерь, в июле переведен в Соловецкий лагерь особого назначения. В политизоляторе Савватьевского скита Василий Коногов встретил Анну Тугову, эсерку, арестованную первый раз по делу о нелегальной типографии. Об этом есть упоминание в мемуарах Екатерины Олицкой: "Число семейных пар возрастало. Родился ребеночек у Ани Туговой". Пару Ани Туговой составлял Василий Моисеевич.
В 1926 выслан в Архангельск, в 1929 — в Джамбейту на западе Казахстана.
В 1930 году Находился в ссылке в Воронеже, работал там экономистом на воронежском заводе им. Ленина.  2 августа 1930 года арестован по обвинению по ст. 58-10, 58-11 УК РСФСР. 13 января 1931 года по обвинению в антисоветской агитации и организации антисоветской группы  осужден в рамках «дела Трудовой крестьянской партии» на 3 года ссылки. Жил в Саратовской области и Саратове. В 1937 году работал экономистом Саратовского мельзавода №2.
15 апреля 1937 года бывший член молодёжной эсеровской организации  Б. Б. Юрковский на допросе в НКВД показал, что, якобы, на случай ареста руководителей "Всесоюзного центра" <мифический руководящий орган эсеров> был сформирован состав "Резервного бюро" из шести человек: Б. С. Иванов, Н. И. Артемьев и В. М. Коногов (от ПСР), А. И. Попов, А. М. Требелев и К. Н. Прокопович (от левых эсеров). В декабре 1937 УНКВД по Саратовской области докладывало наверх, что, якобы, в весной 1935 году по заданию Года и Тимофеева было организовано "Поволжское Бюро ПСР" "в составе видных кадровых эсеров, неоднократно репрессировавшихся при советской власти" Шмерлинга-Волина, Коногова и Билимо-Пастернакова. Летом из Поволжского бюро был выделен Саратовский Комитет ПСР с вошедшими в него Билимо-Пастернаковым, Коноговым, Зебриковым, Кургановым, Лескевичем, Дубровским и Ржевским.
21 апреля 1937 года Коногов арестован в Саратове. Якобы, Коногов дал показания, что  он и арестованные вместе с ним Шмерлинг-Волин и Билимо-Пастернаков рассматривали «свободные колхозы» как «видоизмененные трудовые общины», «готовые а/с <антисоветские> организации крестьянства, которые можно будет противопоставить советской власти и ВКП(б)». 22 декабря 1937 года его имя появилось в "Сталинском расстрельном списке" по Саратовской области с визами Сталина, Молотова, Кагановича и Ворошилова в разделе «по 1-й категории», то есть среди 170 жителей Саратова и области, которых руководство СССР намерено приговорить к  расстрелу.  23 января 1938 года по обвинению в антисоветской деятельности приговорен Военной коллегией Верховного суда СССР к расстрелу. Расстрелян в тот же день в Саратове.
По последнему делу реабилитирован Саратовской областной прокуратурой 22 октября 1993 года.

## Семья
- Жена — Лидия Григорьевна Еляшович (Еляшевич) (1892[34] или 1894[35] —1937), уроженка г. Пенза, член партии эсеров. В 1922 году студентка Иркутского медуниверситета. Арестована 28 февраля 1922 года. 26 мая 1923 года по статье 60 УК РСФСР приговорена к двум годам ссылки[34]. Арестована в июле 1926 в Саратове. Вновь арестована в январе 1929. В марте 1929 приговорена к 3 годам ссылки в Уральск[36]. К 1937 году сумела получить высшее образование и работала врачом в Уральске. Снова арестована 30 апреля 1937 года и 2 сентября того же года по статье 58 пункты 8, 10 и 11 УК РСФСР приговорена к расстрелу[35].

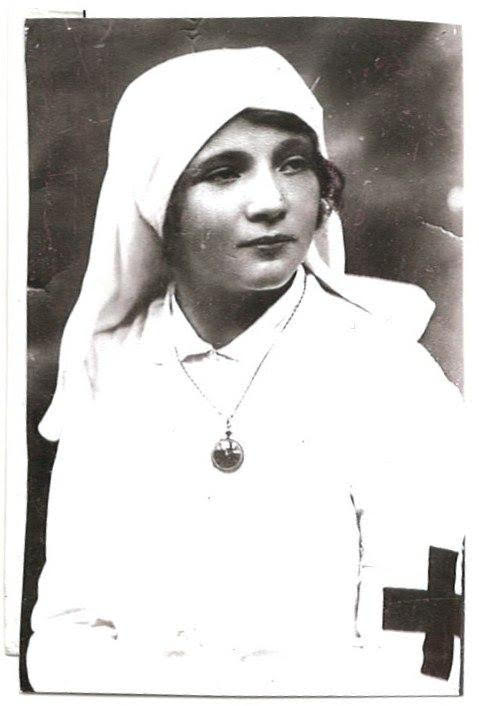
Анна Тугова — сестра милосердия во время Первой мировой войны

- Мать дочери — Анна Ивановна Тугова (1897[37]/1899[25]—конец 1940-х), уроженка деревни Горлово Мологского уезда Ярославской губернии. Окончила в марте 1915 г. месячные курсы по уходу за ранеными.  С 1915 по 1918 — сестра милосердия на фронте. В мае 1918 г. окончила четыре класса женской гимназии, в октябре 1919 выпускница бухгалтерских курсов, в мае 1921 — фельдшерских курсов. Член партии социалистов-революционеров[37]. Арестована в Москве в декабре 1921 года по делу о нелегальной типографии, в июле 1922 года приговорена к ссылке в Ярославль[38]. В январе 1923 года арестована в Ярославле, 20 апреля 1923 года приговорена к 3 годам заключения в Соловецком лагере. Летом 1925 года вывезена с Соловков вместе с дочерью[f] в ссылку в Уральск, в 1926 переведена в Семипалатинск. С 1935 по 1939 год в ссылке в Казани. Скончалась от туберкулёза в Крыму после войны в конце 1940-х[25].
  - Дочь — Наталья Васильевна Тугова  (20 апреля 1925[25]—2006), выпускница МГПИ им. Ленина 1950-го года, учитель немецкого языка в вечерней школе г. Ялты 1950—1955, учитель русского языка, литературы и логики женской школы № 5 г. Ялты, полгода работала в московской школе № 1, учитель литературы в 1957—1971 гг., а позднее и завуч по воспитательной работе 2-й физ.-мат. школы г. Москвы (1960—1971), уволена после фронтальной проверки. После этого учитель русского языка и литературы в школе № 118 (1971—1976) и в английской школе № 38 (1976—1996) в Москве[39]. Первая жена педагога, литературоведа и публициста Г. Н. Фейна.

## Труды
- Коногов В. М. Баксайский район Гурьевского округа. (Стат.-эконом. описание). (К вопросу о путях рационализации кочевого хоз-ва). Народное хозяйство Казахстана.—Кзыл - Орда. 1929. № 4-5: с. 143—155

## Отзывы современников
По мнению большевика А. М. Краснощёкова, члена Дальбюро ЦК РКП, первого председателя Правительства ДВР, проводивший в регионе линию ЦК,  Коногов это:

Злой дух эсеровской контрразведки на Дальнем Востоке"

### Рекомендуемые источники
- Гуревич В. Я. Февральская революция в Красноярске // Вольная Сибирь (Прага), 1927, № 2, с. 113
- Колосов Е. Е. Сибирь при Колчаке.  Москва 1923

## Комментарии
1. ↑  Летом 1919 года в Западной Сибири все партизанские отряды были объединены в 5 армий (отрядов) под командованием Коркина[16]. Он, как Председатель Народно-Революционной армии, участвовал в переговорах в Томске с делегацией Политцентра, представляя советскую сторону[17].
2. ↑  Реабилитирован по этому делу Прокуратурой Воронежской области 20 июня 1989 г.[27]
3. ↑  Так в тексте. Очевидно, что имелся в виду А. Р. Гоц.
4. ↑  Владимир Григорьевич Шмерлинг-Волин (1886—1938), присяжный поверенный, журналист и артист. Член ПСР с 1905[29].
5. ↑  Григорий (Паригорий) Андреевич Белимо-Пастернаков (1896—1938), член ПСР с 1916, студент физико-математическом факультете Петроградского университета (1914—1917), заместитель главного бухгалтера Тульского совнархоза (сентябрь 1918 — март 1921), арестован по делу партии эсеров. В 1937  работал бухгалтером Саратовского районного маслопрома[30]. Его младший брат Гавриил (1897—1923) убит охраной в Соловках[31].
6. ↑  В своих письмах Е. П. Пешковой Анна Ивановна пишет о детях во множественном числе: "Дети все простужены. Одна только мысль, одно желание — доехать скорее, довести живых ребятишек" <2 октября 1925>[37]. Или "Теплых вещей у ребят не было, деньги тоже все вышли, дети измучены, расхворались" <12 ноября 1925>[37]. Кого она имела в виду кроме своей дочери, неясно. Возможно, вместе с ней были отправлены и другие дети из Соловецкого лагеря.